# Nintendo SA-1

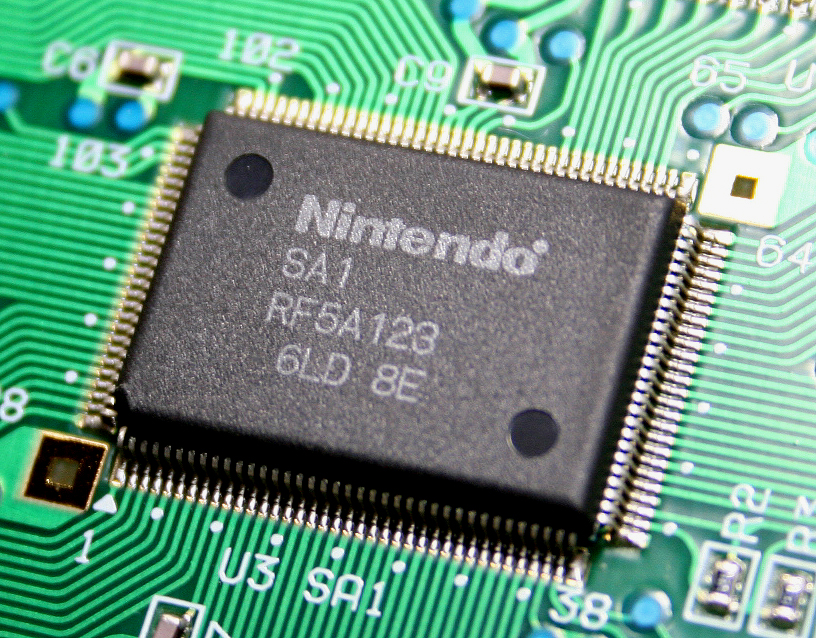
Procesor Nintendo SA-1

Nintendo SA-1 (ang. Super Accelerator 1) – mikroprocesor firmy Nintendo stworzony na potrzeby konsoli Super Nintendo Entertainment System. SA-1 w rzeczywistości jest ulepszonym modelem koprocesora zgodnego z WDC 65816. Działając wraz z procesorem Ricoh 5A22, jako koprocesor umożliwia szybsze przetwarzanie danych przez konsolę. Jest on jednak jednostką niezależną. 
Nintendo SA-1 miał w swoim czasie wysokie osiągi techniczne; jedną z produkcji wykorzystujących architekturę tego mikroprocesora była gra Super Mario RPG: Legend of the Seven Stars.

## Dane techniczne
- Szybkość zegara: 10 MHz
- Przyśpieszona w stosunku do 65816 pamięć
- Zdolność mapowania pamięci
- Możliwość kompresji informacji
- Różne tryby DMA
- Wbudowane zabezpieczenie antypirackie oraz regionalne

## Gry wykorzystujące SA-1
- 1995
  - Derby Jockey 2
  - Masters New: Harukanaru Augusta 3
  - Jikkyou Oshaberi Parodius
  - Kakinoki Shougi
  - PGA Tour '96
  - SD F-1 Grand Prix
  - SD Gundam G NEXT
  - Shin Syogi Club
  - Shogi Saikyou
  - Super Bomberman Panic Bomber World

- 1996
  - Daisenryaku Expert: WW2
  - Dragon Ball Z: Hyper Dimension
  - J. League '96 Dream Stadium
  - Jumpin' Derby
  - Kirby Super Star
  - Marvelous: Mouhitotsu no Takarajima
  - Super Robot Wars Gaiden: Masou Kishin - The Lord of Elemental
  - Mini-Yonku Shining Scorpion: Let's & Go
  - Pebble Beach no Hotou New: Tournament Edition
  - PGA European Tour
  - Power Rangers Zeo: Battle Racers
  - Shogi Saikyou 2
  - Super Mario RPG: Legend of the Seven Stars

- 1997
  - Kirby's Dream Land 3
  - Itoi Shigesato no Bass Tsuri No. 1